# Jedouchov
Jedouchov (německy Jedouchow) je místní částí obce Věž. Leží 9 km jihozápadně od Havlíčkova Brodu a 2 km severně od Věže.

## Historie
První zmínka o bývalé obci pochází z roku 1379. Dřívější název Jedouchova byl Dedouchov. V prvních písemných záznamech byl veden pod názvem Dyeduchov. V 17. století se psal Gedauchowie nebo Gedauchow. Nejdříve byl součástí lipnického panství, potom panství ve Věži.

## Památky
- kaplička z roku 1841 s pamětní deskou Jana Horáka (oběti hitlerovského režimu)
- pomník umučeným vlastencům v Hurtově háji, kulturní památka[3]